# Mikko Kozarowitzky
Michael "Mikko" Kozarowitzky (Helsinki, 1948. május 17. –) finn autóversenyző.

## Pályafutása
1968 és 1975 között különböző Formula Vee futamokon indult.
1977-ben két világbajnoki Formula–1-es versenyen vett részt. A két verseny egyikén sem jutott túl a kvalifikáción. Debütálásakor, a svéd nagydíjon nem ért el a futamon való induláshoz szükséges időeredményt, majd a brit viadalon egy edzésen szerzett sérülés miatt nem tudott rajthoz állni.

## Eredményei

### Teljes Formula–1-es eredménylistája
(Táblázat értelmezése)

(Félkövér: pole-pozícióból indult; dőlt: leggyorsabb kört futott) 

| Év   | Csapat    | Modell    | Motor       | 1   | 2   | 3   | 4   | 5   | 6   | 7   | 8      | 9   | 10      | 11  | 12  | 13  | 14  | 15  | 16  | 17  | Helyezés | Pont |
| ---- | --------- | --------- | ----------- | --- | --- | --- | --- | --- | --- | --- | ------ | --- | ------- | --- | --- | --- | --- | --- | --- | --- | -------- | ---- |
| 1977 | RAM / F&S | March 761 | Cosworth V8 | ARG | BRA | RSA | USW | ESP | MON | BEL | SWE Nk | FRA | GBR NeK | GER | AUT | NED | ITA | USA | CAN | JPN | -        | 0    |

## Külső hivatkozások
- Profilja a f1rejects.com honlapon Archiválva 2011. június 5-i dátummal a Wayback Machine-ben (angolul)
- Profilja a statsf1.com honlapon (angolul)
- Profilja a driverdatabase.com honlapon (angolul)